# Un cuento de verano
Un cuento de verano (Sztuczki) es una película de comedia dramática polaca de 2007 escrita y dirigida por Andrzej Jakimowski. Fue seleccionada por Polonia como candidata al Óscar a la mejor película de habla no inglesa.

## Argumento
Un niño  de seis años llamado Stefek trata de poner marcha una serie de sucesos con la firme convicción de que podrían ayudarle a recuperar a su padre, quien años atrás había abandonado el hogar. Ayudado de una vieja y deteriorada foto, cree reconocerlo en un hombre que a diario espera el tren en la estación del pueblo. Elka, de 17 años y hermana del pequeño, le sigue la corriente y cuida de él mientras se enfrenta a una entrevista de trabajo. Ella prefiere no pensar en su padre, pero enseña a Stefek a "sobornar" al destino, a través de pequeños trucos cotidianos y renuncias. El niño trata de hacer todo lo posible para que ese hombre pierda el tren y se encuentre de modo "casual" con su madre.

## Reparto
- Damian Ul es Stefek.
- Ewelina Walendziak es Elka.
- Tomasz Sapryk es el padre de Stefek y Elka.
- Rafal Guzniczak es Jerzy.
- Iwona Fornalczyk es la madre de Stefek y Elka.
- Joanna Liszowska es Violka.
- Andrzej Golejewski es Homless.
- Grzegorz Stelmaszewski es Turek.
- Simeone Matarelli es Leone.

## Críticas
"Encantadora y fascinante, con unos personajes bellamente definidos" (David Parkinson).

## Premios
- Dos Leones de Oro -a la Mejor Película y a la Mejor Fotografía (para Adam Bajerski)- en el 32.º Festival de Cine Polaco de Gdynia.[3]
- Un premio al mejor actor para Damian Ul en el Festival de Tokio.